# Zbory Boże w Malezji
Zbory Boże Malezji (ang. Assemblies of God of Malaysia) – chrześcijański wolny kościół protestancki o charakterze ewangelikalnym nurtu zielonoświątkowego działający w Malezji, wchodzący w skład Światowej Wspólnoty Zborów Bożych. Zbory Boże liczą w Malezji 45 tys. wiernych w 325 zborach. W 1957 roku nastąpiło pierwsze wylanie Ducha Świętego w tym kraju.